# Ichthyotitan

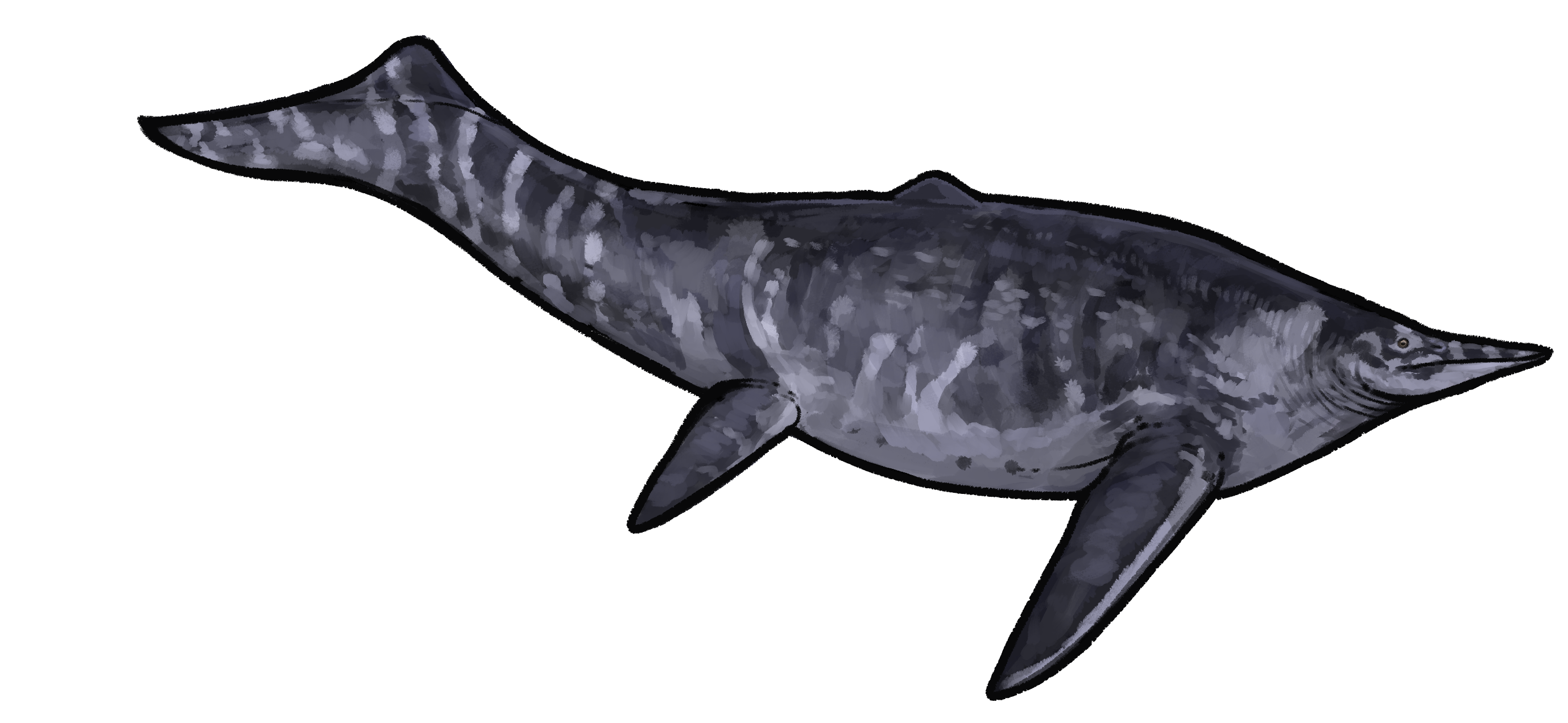
Ichthyotitan

Ichthyotitan severnensis is een lid van de Ichthyosauria dat tijdens het late Trias leefde in het gebied van het huidige Engeland. Het is met een lengte van ruim vijfentwintig meter een van de grootste zeereptielen uit de wereldgeschiedenis.

## Vondst en naamgeving
In 2016 werd bij Lilstock in Somerset door Paul de la Salle een stuk onderkaak gevonden van een reusachtige ichthyosauriër. Het werd in 2018 beschreven als een lid van de Shastasauridae.

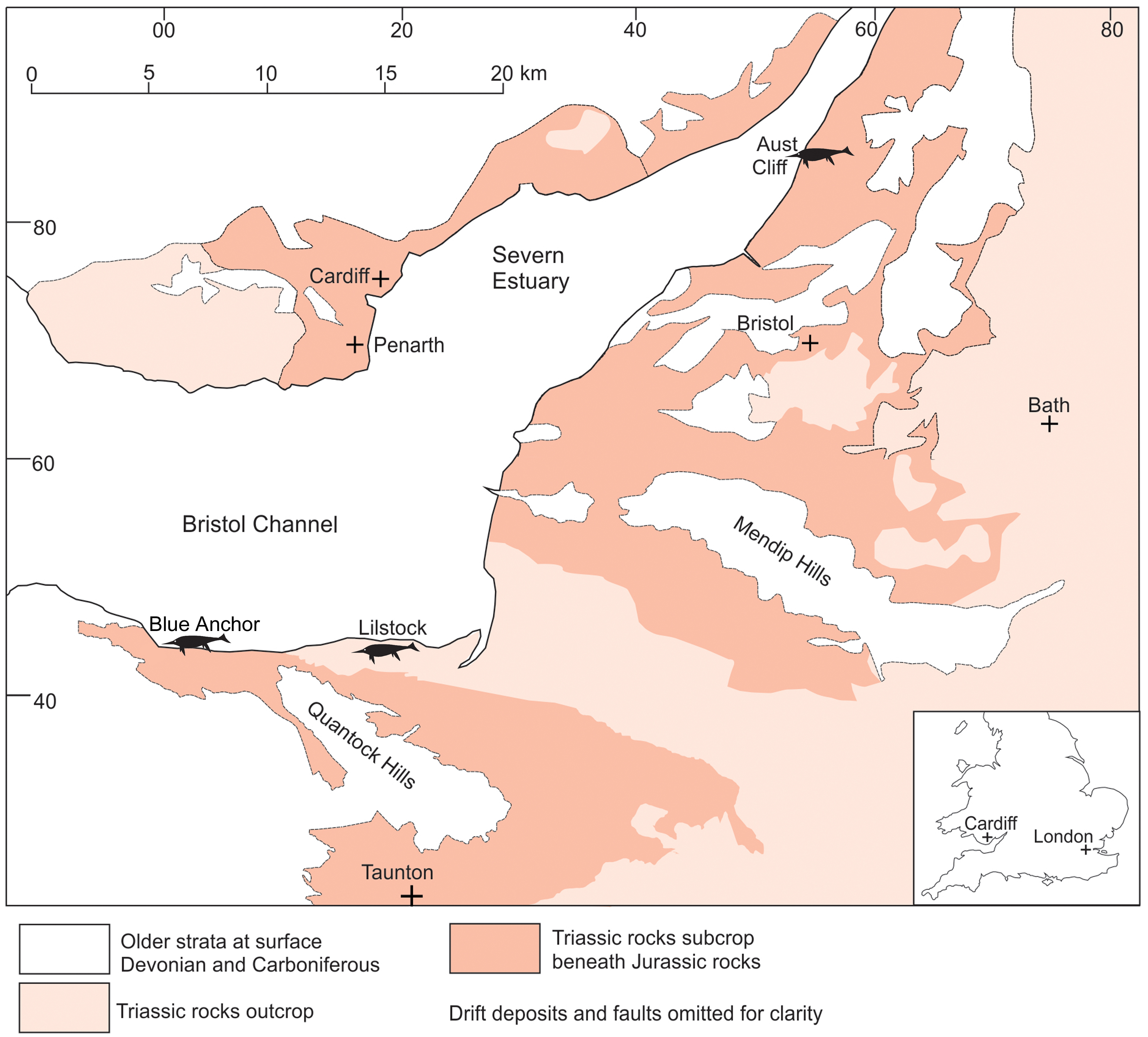
De vindplaatsen

Op 28 mei 2020 werd door Justin Reynolds en zijn dochter, de elfjarige Ruby Reynolds, bij Blue Anchor in Somerset een stuk rechteronderkaak gevonden. Een onbekende voorbijganger had een losgewrikte rots met daarin zichtbaar beenderen op het strand achtergelaten. Opgravingen tot 16 oktober 2022 brachten nog meer stukken kaak aan het licht.

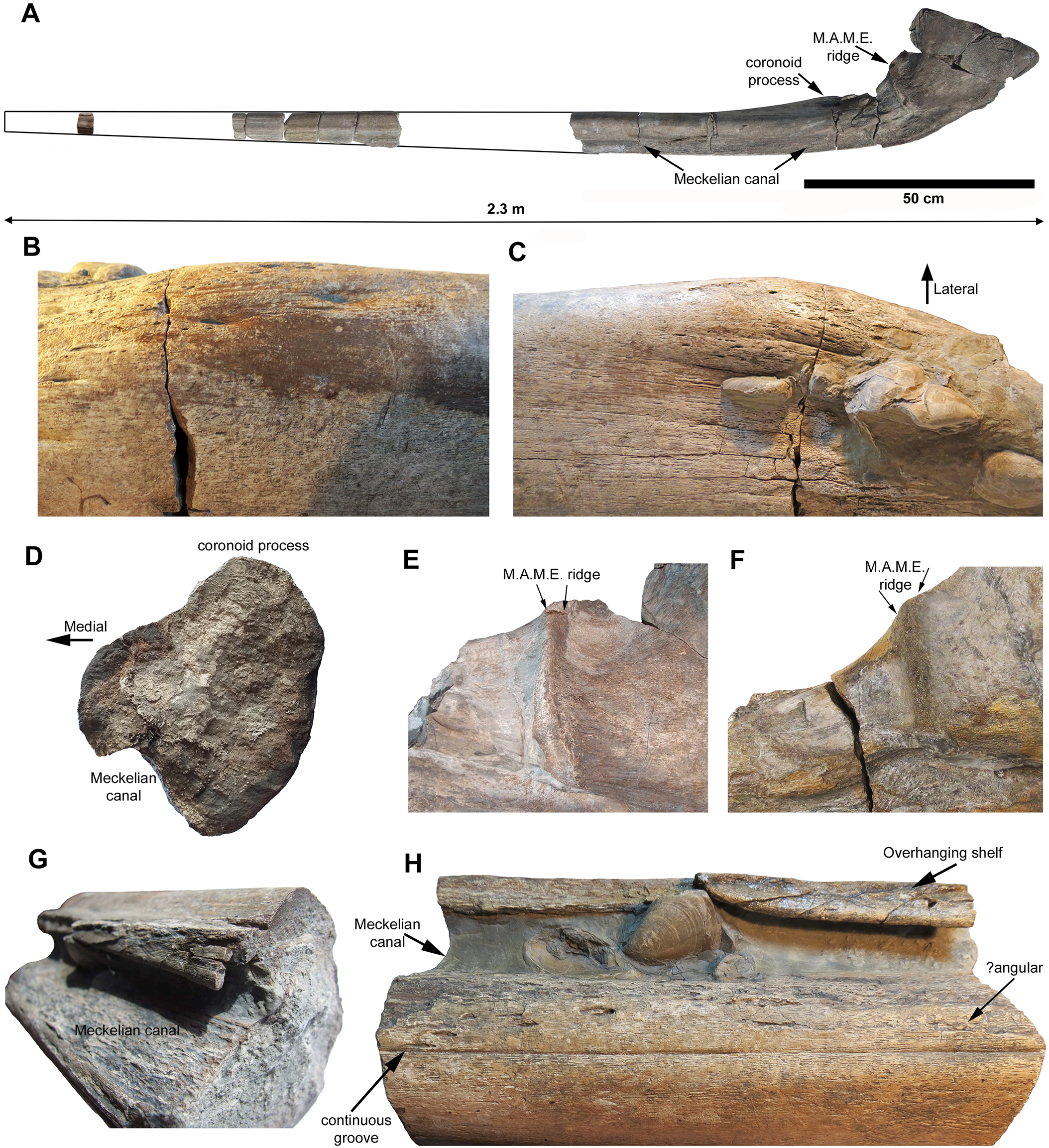
Het holotype

In 2024 benoemden en beschreven Dean Robert Lomax, Paul de la Salle, Marcello Perillo, Justin Reynolds, Ruby Reynolds en James F. Waldron de typesoort Ichthyotitan severnensis. De geslachtsnaam verbindt een verwijzing naar de Ichthyosauria met het Grieks titaan, een lid van een geslacht van mythologische reuzen, geïnspireerd door de enorme omvang van de soort. De soortaanduiding  verwijst naar de herkomst bij het estuarium van de rivier de Severn. Omdat de naam gepubliceerd is in een elektronisch tijdschrift zijn Life Science Identifiers nodig voor de geldigheid. Deze zijn 57B85E76-0A91-4EBF-9634-5B5A5FB10B60 voor het geslacht en 53F19051-D7E5-4ADB-8129-48D66B79C7A2 voor de soort.
Het holotype, BRSMG Cg3178, is gevonden in een laag van de bovenste Westbury Mudstone Formation die dateert uit het late Rhaetien, 202 miljoen jaar oud. Het bestaat uit het tussen 2020 en 2022 gevonden rechtersurangulare. Het vertegenwoordigt een jongvolwassen dier. Het in 2016 gevonden specimen BRSMG Cg2488, een linkersurangulare waaraan het voorste stuk ontbreekt, werd aan de soort toegewezen.
Andere resten van ongeveer even oude grote ichthyosauriërs uit Engeland (Aust Cliff), Frankrijk (Cuers) en Duitsland (Bonenburg) zijn voorzichtigheidshalve niet toegewezen.

## Beschrijving

### Grootte

Een ichthyotitan van vierentwintig meter vergeleken met een mens

Door het beperkte karakter van de vondsten kan een grootteschatting slechts bepaald worden door extrapolatie met andere soorten die van completer materiaal bekend zijn. In 2018 werd de lichaamslengte geschat op zesentwintig meter indien vergeleken werd met Shonisaurus sikanniensis, een andere reusachtige ichthyosauriër. Vergelijking met de kleinere Besanosaurus leptorhynchus leverde een schatting van tweeëntwintig meter op. 
In 2024 bleek uit de bestudering van het holotype dat in 2018 de positie van de richel voor de Musculus adductor mandibulae externus fout bepaald was: een correcte interpretatie leverde een grotere kaak op die ook bij een vergelijking met Besanosaurus wees op een lengte van vijfentwintig meter. Geconcludeerd werd dat Ichthyotitan vijfentwintig tot zesentwintig meter lang moet zijn geweest. Er werd op gewezen dat een niet toegewezen kaak gevonden bij Aust, specimen BRSMG Cb3869, volgens dezelfde criteria van een ruim dertig meter lang dier moet zijn geweest; dit individu was daarbij nog onvolgroeid. Zulke schattingen benaderen het formaat van het huidige grootste zeedier: de blauwe vinvis. Dergelijk grote ichthysauriërs stierven uit aan het eind van het Trias gedurende de Trias-Jura-extinctie en het is waarschijnlijk dat de groep daarna nooit meer zo'n enorme soorten voortbracht.

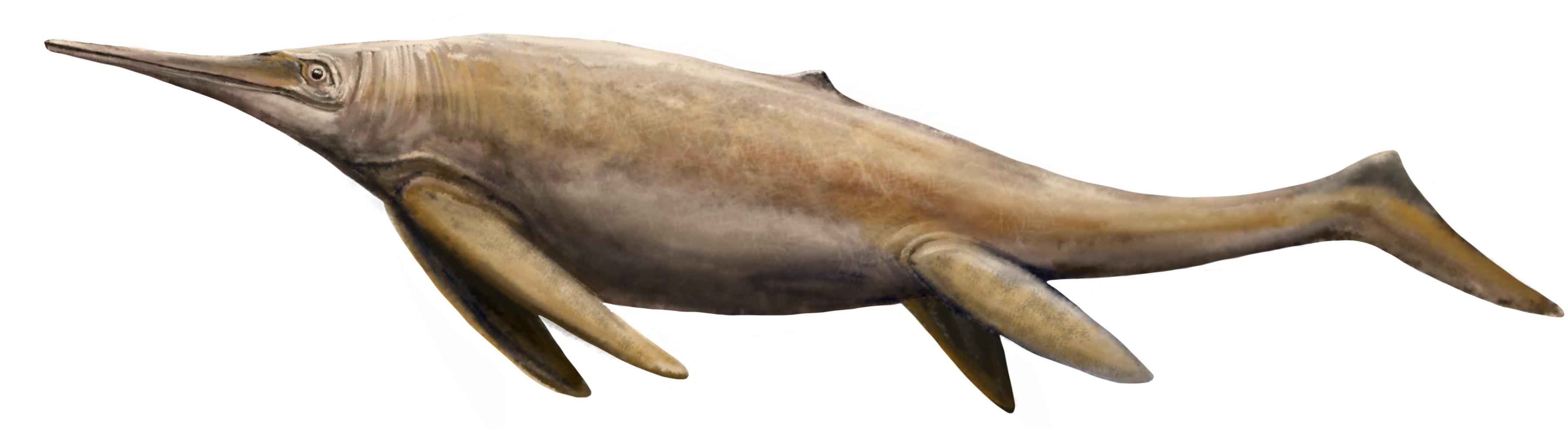
Volgens Paul is Ichthyotitan slanker

Het gewicht van een Shonisaurus van eenentwintig meter is in 2021 geschat op eenentachtig ton. Dat zou voor Ichthyotitan betekenen dat het gewicht rond de 150 ton lag, zelfs hoger dan een blauwe vinvis. Volgens Gregory S. Paul echter is het lichaamsvolume overdreven doordat de wervelkolom te recht gereconstrueerd wordt en de ribbenkast te hoog omdat niet onderkend wordt dat de ribben schuin naar achteren stonden. De massa zou bij een correcte en kortere reconstructie van Shonisaurus zestien ton bedragen. Dat levert een gewicht van zo'n dertig ton op voor Ichthyotitan.
Al een eeuwlang was het een twistpunt of cilindervormige losse botten uit het late Trias, al bekend van het midden van de negentiende eeuw af, de pijpbeenderen van Sauropoda zijn, langnekkige plantenetende dinosauriërs, of kaakelementen van ichthyosauriërs, zoals Friedrich von Huene reeds vermoedde. Onderzoek naar de structuur van de botten en de ronde dwarsdoorsnede van de onderkaak van Ichthyotitan hebben nu het pleit in het voordeel van de zogenaamde Huene-Lomax-hypothese beslecht. Het gaat dus niet om de dijbeenderen van vroege grote sauropoden, laat staan van Stegosauria zoals Galton jarenlang verdedigde.

### Onderscheidende kenmerken

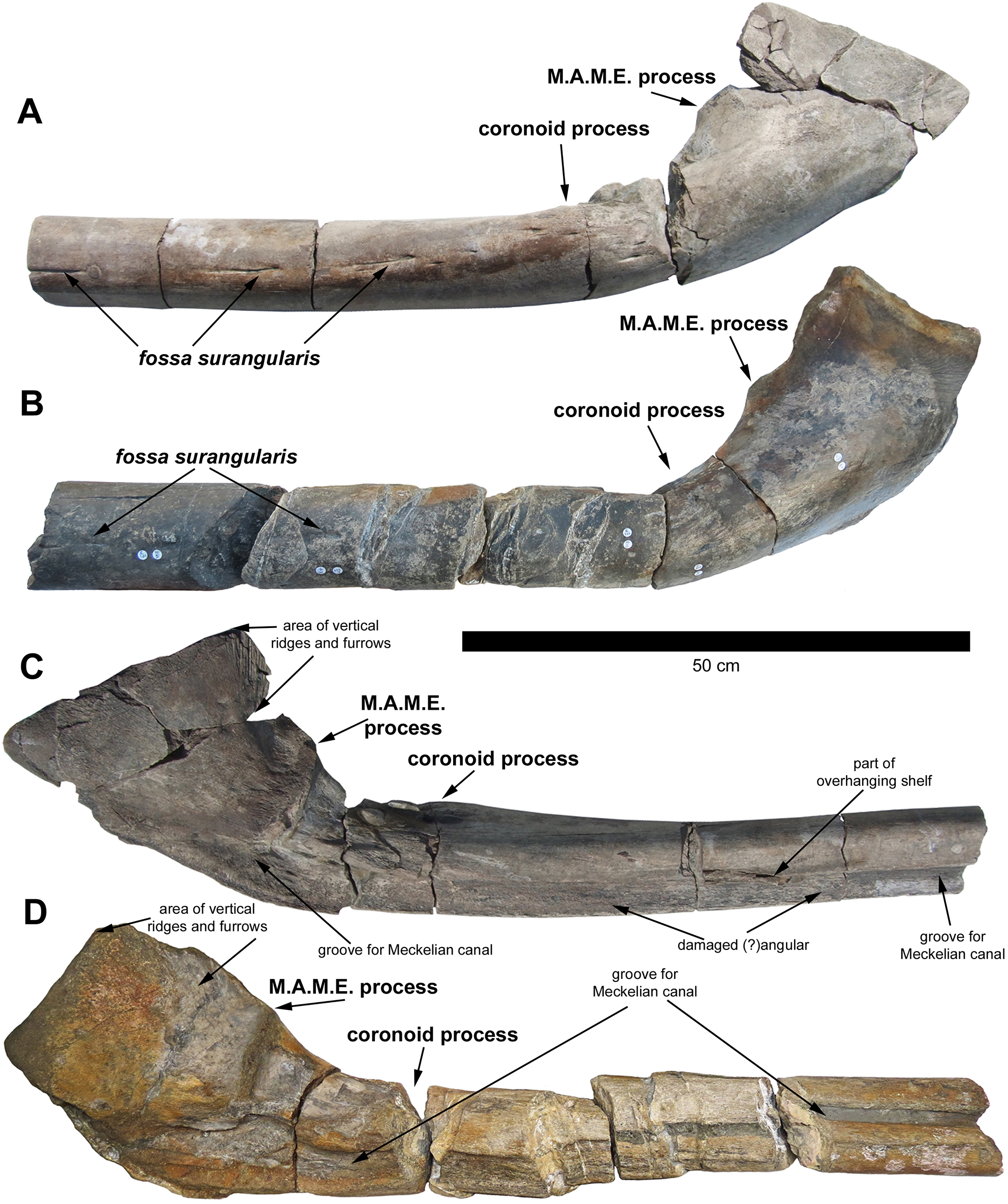
Het holotype vergeleken met het toegewezen exemplaar

De beschrijvers stelden enkele onderscheidende kenmerken vast. Het zijn autapomorfieën, unieke "afgeleide" eigenschappen die dus nieuw zijn en afwijken van de directe voorouder. Het betreft in alle gevallen kenmerken van het surangulare van de achterste onderkaak, immers het enige bot dat teruggevonden is. Het surangulare is naar boven gebogen, onder een bijna haakse hoek aan het achterste uiteinde. Ter hoogte van het coronoïde, het uitsteeksel dat dient om de kaak te sluiten, heeft de schacht van het surangulare een min of meer ronde dwarsdoorsnede, in tegenstelling tot de ovale doorsnede bij Shonisaurus. In zijaanzicht is het coronoïde uitsteeksel laag, in tegenstelling tot de opvallende verheffing bij Shonisaurus. Het coronoïde uitsteeksel is gezwollen en meer buitenwaarts geplaatst, slechts de helft van de breedte van het bovenvlak beslaand. De verticale richel voor de aanhechting van de Musculus adductor mandibulae externus is massief gebouwd. Het achterste uiteinde van het surangulare is spatelvormig. De verticale hoogte van het achterste uiteinde is een vijfde groter dan bij Shonisaurus popularis of Shonisaurus sikanniensis.
Beklemtoond werd dat het laatste kenmerk niet kon dienen om jonge dieren te identificeren.
Ichthyotitan leefde dertien miljoen jaar na Shonisaurus; dit alleen al maakt het onwaarschijnlijk dat het om hetzelfde taxon zou gaan.

### Surangulare
Het os surangulare is een bot dat het bovendeel van de achterste onderkaak vormt. Het holotype is bewaard in twaalf stukken. Die van het achterdeel van de kaak hebben een bewaarde lengte van negenennegentig centimeter. Vijf stukken uit het middengedeelte van het surangulare, meer vooraan op het strand opgegraven, zijn nog eens zesenveertig centimeter lang. Het toegewezen specimen BRSMG Cg2488 heeft een bewaarde lengte van zesennegentig centimeter. 
De oorspronkelijke lengte van het surangulare van het holotype is geschat op 2,2 meter. De onderkaak was veel langer want voor het surangulare lag het os dentale of dentarium dat de tanden droeg. Het moet zo'n drie meter lang zijn geweest. De schedel als geheel was niet veel langer dan de onderkaak en maakte een beperkt deel uit van de totale lichaamslengte. De kop was spits en laag.
Aan de binnenste rand van het surangulare van het holotype is een extra stuk bot te zien. Dat zou het angulare kunnen zijn dat daar normaliter onder ligt. In dat geval echter zou het met het surangulare versmolten zijn wat een uniek kenmerk zou zijn voor ichthyosauriërs, en dus een mogelijke extra autapomorfie.

## Fylogenie
Ichthyotitan werd in de Shastasauridae geplaatst, zij het zonder exacte kladistische analyse.

## Levenswijze
De levenswijze van Shastasauridae is omstreden. Het is wel gedacht dat zulke enorme vormen zich moesten voeden met grote hoeveelheden kleine voedseldeeltjes, bij voorbeeld door het verwerken van een ruim volume aan water naar binnen gezogen in een proces van suction feeding. Daartegen spreekt dat vermeende gevonden maaginhouden vrij grote vissen en inktvissen bleken te bevatten.
In 2024 werd vastgesteld dat al de onderkaken een bepaald type bot deelden, uniek voor reusachtige ichthyosauriërs: het IMF (intrinsic fibers matrix) met  intrinsic coarse collagen fibers. Deze vezels maakten een langdurige groei mogelijk nodig om een grote lichaamsomvang te bereiken. Ze gaven het bot ook grote flexibiliteit. Dat kon nuttig zijn voor het weerstaan van de enorme krachten nodig om grote hoeveelheden water in te slikken en wijst dus op suction feeding. Aan de andere kant zou het ook een versterking zijn voor ram feeding om tegen een school vissen of inktvissen te botsen.